# Heteroseksualiteit

Symbool voor heteroseksualiteit

Heteroseksuele vlag met zwarte en witte strepen

Heteroseksualiteit is een seksualiteit die wordt gekenmerkt door een exclusieve voorkeur voor personen van de andere sekse. Enerzijds verwijst de term naar seksuele handelingen en/of verlangens tussen mensen van verschillend geslacht, anderzijds naar een seksuele identiteit of oriëntatie gekenmerkt door een romantisch of seksueel verlangen naar mensen van de andere sekse.
Het woord ‘heteroseksualiteit’, vroeger in het Nederlands met een x gespeld, is in 1868 bedacht door de Duits-Hongaarse schrijver Karl Maria Kertbeny. Het is samengesteld uit het Oud-Griekse woord ἕτερος (heteros) ‘de andere’, ‘ongelijke’ en Latijnse sexus ‘het mannelijke en vrouwelijke geslacht’. Tegelijkertijd bedacht hij het antoniem ‘homosexualiteit’. Beide woorden werden voor het eerst gepubliceerd in 1869 in het kader van de publicaties over seksuele geaardheid van Karl Heinrich Ulrichs. Na Kertbeny kwam het woord sporadisch in filosofische of psychiatrische vakliteratuur voor, totdat ‘heterosexualiteit’ meestal in combinatie met ‘homosexualiteit’ in boeken en kranten/ tijdschriften langzamerhand bekender werd. Dat gebeurde in Nederland vanaf 1910-1911, toen bij de invoering van de nieuwe Zedelijkheidswetten van E.R.H. Regout de minimale leeftijdsgrens voor homoseksuele contacten vijf jaar hoger kwam te liggen dan die voor heteroseksuele. 
Heteroseksuele gedragingen zijn verantwoordelijk voor de reproductie van de meeste dieren, inclusief mensen. Wanneer men seksualiteit beschouwt als iets wat enkel de voortplanting tot doel heeft, is heteroseksualiteit dus in feite een pleonasme, aangezien parthenogenese (voortplanting zonder bevruchting) bij de mens niet voorkomt.
Heteroseksualiteit is veruit de meest voorkomende seksuele voorkeur of oriëntatie. In de meeste culturen wordt het dan ook beschouwd als de norm, terwijl andere vormen van seksualiteit als abnormaal, afwijkend en taboe gelden. Niet-heteroseksueel gedrag wordt door velen afgekeurd op morele of religieuze gronden en in sommige landen en deelstaten ook strafrechtelijk vervolgd.
Volgens radicale groeperingen zoals Les Panthères Roses is heteroseksualiteit een politiek systeem dat niet alleen één bepaalde vorm van seksualiteit als norm verheft, maar ook één bepaalde visie op de geslachten. Deze visie verdedigt het bestaan van (slechts) twee geslachten met elk specifieke en duidelijk afgebakende identiteitskenmerken en gedragingen, alsook een specifieke machtsverhouding tussen beide. In feministische en queer literatuur noemt men dit systeem vaak heteronormativiteit.
In de verdediging van heteroseksualiteit als enige normale seksualiteit baseert men zich soms op het vermeende onnatuurlijke karakter van homoseksualiteit. Bij andere dieren dan de mens is heteroseksualiteit echter evenmin de enige bestaande vorm van seksualiteit. Tot nu toe is reeds bij meer dan 1.500 diersoorten homoseksueel gedrag vastgesteld.